# Graham Patrick Martin
Graham Patrick Martin (* 14. listopadu 1991) je americký filmový a televizní herec. Jeho známá role je Eldrige, syn Alanovy přítelkyně a Jakeův kamarád, v seriálu Dva a půl chlapa.

## Osobní život
Martin studoval na škole Fiorello H. LaGuardia High School v New Yorku. Když byl v rozhovoru tázán, odkud vlastně je, odpověděl: Jsem Newyorčan z New Orleans, který žije v Los Angeles. Když se ho zeptali, kdo ho inspiroval v herectví, řekl: Moje starší sestra. Byla první z rodiny, kdo se začal věnovat herectví.
Martin, jeho starší sestra a jeho dva bratři absolvovali prázdninový tábor nazvaný French Wood. Martin k tomu řekl: Šel jsem na vodní sporty a na jízdu na koni, ale místo toho jsem si tady poprvé v životě zahrál. Tehdy mi bylo 9 let a můj první muzikál byl The King and I. Hrál jsem ve třech muzikálech během těchto táborů každý rok až do svých patnácti let. Hrál jsem i s Leonardem DiCapriem. Viděl jsem Titanic na táborovém kině a přál jsem si být jako on.
Martin je velkým fanouškem New Orleans Saints.

## Filmografie
| Rok          | Název                        | Role                 | Poznámky                                                          |
| ------------ | ---------------------------- | -------------------- | ----------------------------------------------------------------- |
| 2006         | Law & Order: Criminal Intent | Benjamin Price       | Guest Star "To the Bone" (Season 5, Episode 20)                   |
| 2007         | The Bill Engvall Show        | Trent Pearson        | Main Cast (Seasons 1-3, Episodes 1-30)                            |
| 2007         | The Girl Next Door           | Willie Chandler, Jr. | Movie                                                             |
| 2009         | iCarly                       | Pete                 | Guest Star "iMake Sam Girlier" (Season 2, Episode 13)             |
| 2009         | Jonas L.A.                   | Randolph             | Guest Star "Love Sick" (Season 1, Episode 10)                     |
| 2010         | Rising Stars                 | Garrett              | Movie                                                             |
| 2010         | Dva a půl chlapa             | Eldridge McElroy     | Recurring Role (Seasons 7-9)                                      |
| 2011         | Hodně štěstí, Charlie        | Dustin               | Guest Star "Baby's New Shoes" (Season 2, Episode 14)              |
| 2012         | The Closer                   | Rusty Beck           | Guest Star "The Last Word" (Season 7, Episode 21 - Series finale) |
| 2012–Present | Major Crimes                 | Rusty Beck           | Main Role (The Closer spin-off series)                            |
| 2015         | Impastor                     | Jasper Simmons       | Guest Star "Genesis" (Season 1, Episode 1)                        |